# Arshdeep Singh (Cricketspieler)
Arshdeep Singh (Hindi अर्शदीप सिंह; * 5. Februar 1999 in Guna, Indien) ist ein indischer Cricketspieler, der seit 2022 für die indische Nationalmannschaft spielt.

## Kindheit und Ausbildung
In der Jugend hatte Singh Schwierigkeiten sich in den Altersklasse-Mannschaften von Punjab durchzusetzen, so dass sein Vater ihn drängte nach Kanada auszuwandern. Jedoch verblieb er in Indien und konnte sich im Folgejahr in der U19-Mannschaft von Punjab durchsetzen. So gelang ihm der Sprung in die U19-Nationalmannschaft und war Teil der indischen Vertretung die den ICC U19-Cricket-Weltmeisterschaft 2018 gewann.

## Aktive Karriere
Singh begann seine Karriere im nationalen indischen Cricket in der Saison 2018/19, als er für Punjab sein List-A-Debüt in der Vijay Hazare Trophy gab. Auch gab er sein Twenty20 Debüt für die Kings XI Punjab die in der Indian Premier League 2019. Seinen Durchbruch erreichte er während der Indian Premier League 2021, als er 18 Wickets in 12 Spielen erzielte. In der Auktion für die Indian Premier League 2022 verblieb er für INR 4 crore (ca. 480.000 US-Dollar) in Punjab und konnte dort so sehr überzeugen, dass er von den Selektoren des Nationalteams in den Fokus genommen wurde. Er gab sein Nationalmannschafts-Debüt im Juli 2022 in der Twenty20-Serie in England. Es folgte eine Tour in die West Indies, wo ihm im vierten Twenty20 drei Wickets (3/12) gelangen. Er wurde für den Asia Cup 2022 nominiert, wo ihm als beste Leistung 2 Wickets für 33 Runs gegen Pakistan gelangen. Nachdem er es in den kader für die kommende Weltmeisterschaft geschafft hatte, erzielte er in der Vorbereitung drei Wickets (3/32) gegen Südafrika, wofür er als Spieler des Spiels ausgezeichnet wurde. Beim ICC Men’s T20 World Cup 2022 erreichte er gegen Pakistan drei Wickets (3/32) und verhalf dem Team damit zum Auftakt-Sieg bei dem Turnier. Nach dem Turnier folgte eine Tour in Neuseeland, bei dem er vier Wickets (4/27) in den Twenty20s erzielte und dann sein ODI-Debüt gab. Jedoch konnte er sich zunächst nicht im ODI-Team etablieren. Im Januar folgte eine Twenty20-Serie gegen Sri Lanka bei dem ihm drei Wickets (3/20) gelangen.
In der Saison 2023 spielte er für Kent in der County Championship und reiste mit dem Team in die West Indies, wo er drei Wickets (3/38) im vierten Twenty20 erzielte. Jedoch verpasste er den Sprung in den Kader für den Cricket World Cup 2023. Bei der nach dem Turnier folgenden Tour in Südafrika konnte er im ersten ODI fünf Wickets (5/37) erzielen, wofür er als Spieler des Spiels ausgezeichnet wurde. Nachdem er im dritten Spiel der Serie weitere vier Wickets (4/30) erzielt hatte, wurde er als Spieler der Serie ausgezeichnet. Im Januar 2024 erzielte er in den Twenty20s gegen Afghanistan drei Wickets (3/32).